# Bernd Lutz (Theologe)
Bernd Lutz (* 24. Februar 1956 in Monheim am Rhein) ist ein deutscher römisch-katholischer Theologe.

## Leben
Nach dem Abitur am Konrad-Adenauer-Gymnasium (Langenfeld) studierte er katholische Theologie, Pädagogik und Psychologie in Bonn, Innsbruck und Köln. Nach dem Promotionsstipendium (1982–1985) der Bischöflichen Studienstiftung Cusanuswerk wurde er 1989 an der Universität Bonn promoviert. Von 1989 bis 1991 arbeitete er in der Pfarrei St. Adelheid (Köln-Neubrück) mit. Nach der Priesterweihe 1991 war er bis 1993 Kaplan in Bensberg und Moitzfeld. Seit 1995 lehrt er als Dozent für Gemeindekatechese am Priesterseminar Köln. Von 1995 bis 1998 war er Lehrbeauftragter für Didaktik des Religionsunterrichts an der Universität zu Köln. Seit 2001 ist er Dozent für Pastoraltheologie und Katechetik am Erzbischöflichen Diakoneninstitut in Köln. Seit Wintersemester 2002/2003 lehrt er als Professor Pastoraltheologie an der PTH Sankt Augustin der Steyler Missionare.
Seine Forschungsschwerpunkte sind international vergleichende Pastoraltheologie, Religiosität in der entfalteten Moderne (Postmoderne), Gemeindeentwicklung, Erwachsenenkatechumenat und intergenerationelle Katechese.

## Schriften (Auswahl)
- Umkehr als Prozess ständigen Neu-Werdens. Praktisch-theologische Überlegungen zu Möglichkeiten und Grenzen christlich motivierter Erneuerung (= Studien zur Theologie und Praxis der Seelsorge. Band 3). Seelsorge Echter, Würzburg 1989, ISBN 978-3-429-01262-5 (zugleich Dissertation, Bonn 1988/1989).
- als Herausgeber mit Bruno W. Nikles und Dorothea Sattler: Der Bahnhof – Ort gelebter Kirche. Matthias-Grünewald-Verlag, Ostfildern 2013, ISBN 3-7867-2995-6.
- als Herausgeber mit Patrik C. Höring: Christwerden in einer multireligiösen Gesellschaft. Initiation – Katechumenat – Gemeinde. Matthias-Grünewald-Verlag, Ostfildern 2014, ISBN 3-7867-3031-8.
  - als Herausgeber mit Patrik C. Höring: Christwerden in einer multireligiösen Gesellschaft. Initiation – Katechumenat – Gemeinde. 2. Auflage, Matthias-Grünewald-Verlag, Ostfildern 2015, ISBN 978-3-7867-3031-6.